# Unión Villaflores
Unión Villaflores är en ort i Mexiko.   Den ligger i kommunen Motozintla och delstaten Chiapas, i den sydöstra delen av landet, 900 km sydost om huvudstaden Mexico City. Unión Villaflores ligger 675 meter över havet och antalet invånare är 168.
Terrängen runt Unión Villaflores är kuperad västerut, men österut är den bergig. Unión Villaflores ligger nere i en dal. Runt Unión Villaflores är det ganska tätbefolkat, med 78 invånare per kvadratkilometer. Närmaste större samhälle är Huixtla, 18,9 km söder om Unión Villaflores. I omgivningarna runt Unión Villaflores växer i huvudsak städsegrön lövskog.